# العلاقات البوتسوانية الطاجيكستانية
العلاقات البوتسوانية الطاجيكستانية هي العلاقات الثنائية التي تجمع بين بوتسوانا وطاجيكستان.

## مقارنة بين البلدين
هذه مقارنة عامة ومرجعية للدولتين:
| وجه المقارنة                                              | بوتسوانا                       | طاجيكستان                          |
| --------------------------------------------------------- | ------------------------------ | ---------------------------------- |
| المساحة (كم2)                                             | 581.74 ألف                     | 143.10 ألف                         |
| عدد السكان (نسمة)                                         | 2.29 مليون                     | 8.92 مليون                         |
| الكثافة السكانية (ن./كم²)                                 | 3.94                           | 62.33                              |
| العاصمة                                                   | غابورون                        | دوشنبه                             |
| اللغة الرسمية                                             | لغة إنجليزية                   | اللغة الطاجيكية                    |
| العملة                                                    | بولا بوتسواني                  | ساماني طاجيكي، الروبل الطاجيكستاني |
| الناتج المحلي الإجمالي (بليون دولار)                      | 17.41 مليار                    | 7.15 مليار                         |
| الناتج المحلي الإجمالي (تعادل القوة الشرائية) بليون دولار | 35.84 مليار                    | 24.03 مليار                        |
| الناتج المحلي الإجمالي الاسمي للفرد دولار أمريكي          | 6.36 ألف                       | 925                                |
| الناتج المحلي الإجمالي للفرد دولار أمريكي                 | 16.10 ألف                      | 2.69 ألف                           |
| مؤشر التنمية البشرية                                      | 0.698                          | 0.624                              |
| رمز المكالمات الدولي                                      | +267                           | +992                               |
| رمز الإنترنت                                              | .bw                            | .tj                                |
| المنطقة الزمنية                                           | ت ع م+02:00، توقيت وسط إفريقيا | ت ع م+05:00                        |

## منظمات دولية مشتركة
يشترك البلدان في عضوية مجموعة من المنظمات الدولية، منها:
| علم المنظمة | اسم المنظمة                        | تاريخ انضمام بوتسوانا | تاريخ انضمام طاجيكستان |
| ----------- | ---------------------------------- | --------------------- | ---------------------- |
|             | مؤسسة التنمية الدولية              | 24 يوليو 1968         | 4 يونيو 1993           |
|             | مؤسسة التمويل الدولية              | 23 مارس 1979          | 2 ديسمبر 1994          |
|             | منظمة حظر الأسلحة الكيميائية       | ?                     | ?                      |
|             | الأمم المتحدة                      | 17 أكتوبر 1966        | 2 مارس 1992            |
|             | الاتحاد الدولي للاتصالات           | 2 أبريل 1968          | 28 أبريل 1994          |
|             | منظمة الشرطة الجنائية الدولية      | ?                     | ?                      |
|             | البنك الدولي للإنشاء والتعمير      | 24 يوليو 1968         | 4 يونيو 1993           |
|             | الاتحاد البريدي العالمي            | ?                     | ?                      |
|             | وكالة ضمان الاستثمار متعدد الأطراف | 15 مايو 1990          | 9 ديسمبر 2002          |
|             | يونسكو                             | 16 يناير 1980         | 6 أبريل 1993           |

## وصلات خارجية
- موقع وزارة الخارجية البوتسوانية